# Scuderia Ferrari
Scuderia Ferrari Marlboro je ime za Gestione Sportiva, divizijo avtomobilske tovarne Ferrari S.p.A, ki se ukvarja z dirkanjem. Čeprav Scuderia in Ferrari Corse Clienti še naprej upravljata s številnimi Ferrarijevimi tovarniškimi in privatnimi moštvi, se je Ferrarijeva dirkaška divizija popolnoma posvetila njenem moštvu Formule 1, Scuderii Ferrari Marlboro. Scuderia Ferrari v italijanskem dobesednem prevodu pomeni Ferrarijeva staja, toda prevaja se kot Moštvo Ferrari. 
Scuderio Ferrari je leta 1929 ustanovil Enzo Ferrari in je do leta 1939 delovala pod okriljem Alfe Romeo. Ferrarijev prvi nastop v Formuli je bil v sezoni 1948 z dirkalnikom Ferrari 125, tako da je najstarejše še aktivno in tudi najuspešnejše moštvo v zgodovini Formule 1. Trenutna moštvena dirkača sta Charles Leclerc in Carlos Sainz, testni dirkači pa so Pedro de la Rosa, Davide Rigon in Marc Gené. Vodja moštva je Marco Mattiacci, športna direktorja Pat Fry in James Allison. Najuspešnejše obdobje Ferrarija v Formuli 1 je bilo v času Velike četverice, ki so jo tvorili Jean Todt (športni direktor), Ross Brawn (glavni strateg), Rory Byrne (glavni konstruktor) in Michael Schumacher in ki so med sezonama 1996 in 2007 osvojil šest konstruktorskih in pet dirkaških naslovov. Ferrarijevi številni in zvesti italijanski navijači so postali znani pod imenom tifosi.

## Znak
Ferrarijev prepoznavni simbol je »Cavallino rampante« (poskočni konjič), črni konj na rumeni podlagi. Cavallino rampante je pogosto povzročal pomisleke o njegovem izvoru, saj je črni konj na zadnjih dveh nogah podoben grbu nemškega mesta Stuttgart, od koder izvira Porsche, ki je bil dolgo Ferrarijev glavni tekmec. Simbol temelji na znaku, ki ga je uporabljal Francesco Baracca, slaven italijanski letalski as v prvi svetovni vojni. Baracca naj bi simbol videl na letalu nemškega pilota iz Stuttgarta, ki ga je sestrelil. Brat Enza Ferrarija, Alfredino, je bil član Baraccovih mehanikov. Ferrarijevi dirkalniki z motorji V6 so tudi znani pod imenom Dino v čast Ferrarijevega sina, ki je umrl v starosti 24 let.
Baraccova mati je omenjeni znak podarila Enzu Ferrariju po smrti svojega sina. Enzo ga je vključil v znak svojega dirkaškega moštva, pri tem pa mu je dodal še barve italijanske zastave, rdečo belo in zeleno, ter črki S in F (Scuderia Ferrari). »Rampante« je italijanska beseda, ki pomeni žival s štirimi nogami, ki se postavi na zadnje noge - kot lev ob napadu. Je simbol krepkosti, vitalnosti in moči.
Enzo Ferrari je Scuderio ustanovil v Maranellu, kjer je tudi preživel svojo mladost.

## Zgodovina

### 1929-1949
Scuderio Ferrari je leta 1929 ustanovil Enzo Ferrari kot sponzor za amaterskih dirkačev na različnih dirkah, čeprav je Ferrari pred tem dirkal s Fiatovimi dirkalniki. Idejo je dobil 16. novembra pri večerji v Bologni, kjer je Ferrari zaprosil Augusta Caniata in Alfreda Caniata, bogate dediče tekstilne industrije in Maria Tadinija, bogatega amaterskega dirkača za finančno pomoč. Nato je pridobil moštvo, ki je štelo tudi prek štirideset dirkačev, večinoma so dirkali v različicah dirkalnika Alfa Romeo 8C. Enzo je nadaljeval z dirkanjem in dosegal solidne rezultate, toda po rojstvu svojega prvega sina Dina leta 1932 se je upokojil.
Leta 1933 je Alfa Romeo prestajala finančno krizo in večino dirkaškega dela tovarne je prevzela Scuderia Ferrari. Leta 1935 sta Enzo Ferrari in Luigi Bazzi zgradila [Alfo Romeo Bimotore, toda takrat je postala Alfa Corse znova aktivna. Ferrari je imel pod svojem okriljem mnoge uveljavljene dirkače (Tazio Nuvolari, Giuseppe Campari, Achille Varzi in Louis Chiron) in več talentiranih novincev (Tandini, Guy Moll, Carlo Pintacuda in Antonio Brivio) v bazi v Viale Trento e Trieste (Modena, Italija), do leta 1938, ko ga je Alfa Romeo postavila na čelo tovarniškega dirkaškega moštva Alfa Corse. Toda že naslednje leto je po tem, ko je izvedel da so resnični nameni Alfe odkup in priključitev Scuderie, Alfo zapustil. Njegovo podjetje je imenoval Auto Avio Costruzioni Ferrari, ukvarjalo pa se je s strojnim orodjem. Pogodba z Alfo je vključevala klavzulo, ki je prepovedovala uporaba imena Ferrari na dirkalnikih za štiri leta.
Kljub pogodbi z Alfo je Ferrari takoj začel delati na svojem osem cilindričnem dirkalniku Tipo 815. Skonstruiral ga je Alberto Massimino in je bil prvi pravi Ferrarijev dirkalnik. Toda po tem ko sta z njimi dirkala Alberto Ascari in Marchese Lotario Rangoni Machiavelli di Modena, je druga svetovna vojna prekinila dirkanje in dirkalniki tipa 815 niso bili nikoli več uporabljeni. Ferrari je še naprej tudi izdeloval strojno orodje. Leta 1944 je sedež moštva premaknil v Maranello, toda leta 1944 je bilo tarča bombardiranja.
Pravila za Prvenstvo Velikih nagrad so bila znana že pred vojno, toda trajalo je več let po njen, da je serija zaživela. Med tem je Ferrari obnovil tovarno v Maranellu in zgradil dvanajst cilindrični 1.5 L Ferrari Tipo 125 F1, s katerim so nastopali na več dirkah, ki niso štele za prvenstvo. Dirkalnik je debitiral na Veliki nagradi Valentina 1948 z Raymondom Sommerjem, prvo zmago pa je zabeležil na manjši dirki za Veliko nagrado Garde 1948 z Ninom Farino.

### Petdeseta leta
Ferrari je debitiral v svetovnegem prvenstvu Formule 1 na dirki za Veliko nagrado Monaka v premierni sezoni 1950 z dirkalnikom Ferrari 125 F1, ki je turbo verzija Ferrarija 125 V12 ter izkušenima in uspešnima dirkalčema, Albertom Ascarijem in Luigijem Villoresijem. Kasneje so uporabljali še večje dirkalnike z navadnim motorjem, Ferrari 275 F1, Ferrari 340 F1 in Ferrari 375 F1. Toda prvo sezono je dominirala Alfa Romeo, ki je zmagala na vseh enajstih dirkah. Njihovo zmagovalno serijo je Ferrari prekinil v sezoni 1951, ko je José Froilán González zmagal na Veliki nagradi Velike Britanije. Ferrari je tudi zmagal na dirki Mille Miglia leta 1950 in 1951, toda po tem ko je Ascari ob nesreči prebil ogrado in ubil lokalnega zdravnika, so bili udeleženi v dolgotrajen sodni proces.
Po sezoni 1951 se je Alfa Romeo umaknila iz Formule 1, kar je prisililo vodilne, da so prevzeli pravila iz Formule 2 zaradi premajhnega števila primernih dirkalnikov. Ferrari je dirkal z 2.0 L 4-cilindričnim dirkalnikom Ferrari Tipo 500, ki je zmagal skoraj na vsaki dirki, na kateri je nastopil v sezoni 1952, dirkači pa so bili Ascari, Giuseppe Farina in Piero Taruffi. Ascari je s šestimi zaporednimi zmagami osvojil naslov prvaka. V sezoni 1953 je Ascari s petimi zmagami ubranil naslov. Šele ob koncu sezone je Juan Manuel Fangio v Maseratiju prvič premagal Ferrarijeve dirkače.
Leta 1953 se je začelo tudi Svetovno prvenstvo športnih dirkalnikov, ki je bilo za Enza Ferrarija tudi pomembno, kar je sprožilo velik razvoj dirkalnikov. To so bili tradicionalni s kompaktnim motorjem V12 Ferrari 166 MM in Ferrari 250 MM, z velikim motorjem V12 Ferrari 290, 340, in 375 MM ter Ferrari 315, 335, in 410 S, štiri cilindrični Ferrari 500, 625, 750 in 860 Monza ter šest cilindrični Ferrari 118 in 121 LM. To je Ferrariju omogočalo osvojiti šest naslovov prvaka v prvih sedmih prvenstvih športnih dirkalnikov, 1953, 1954, 1956 1957 in 1958.
Sezona 1954 je v Formulo 1 prinesla nove 2.5 L motorje. Ferrarijev nov dirkalnik Ferrari 625 ni bil konkurenčen Fangiovem Maseratiju in novim dirkalnikom Mercedes-Benz W196, ki so se pojavili julija. Kljub temu so osvojili dve zmagi, Gonzalez na Veliki nagradi Velike Britanije in Mike Hawthorn na Veliki nagradi Španije. Sezona 1955 je bila še nekoliko slabša z le eno zmago Mauriceja Trintignanta na Veliki nagradi Monaka. V drugem delu sezone je Ferrari kupil šasije D50 moštva Lancia, ki se je po Ascarijevi smrtni umaknilo. Peter Collins, in Eugenio Castellotti so s kupljenimi šasijami dirkali uspešno v sezoni 1956. Collins je zmagal dvakrat, Fangio pa je s tremi zmagami osvojil naslov prvaka.
V sezoni 1957 se je Fangio vrnil k Maseratiju. Ferrari,ki je še vedno dirkal z zastarelimi Lanciami, ni dobil niti ene dirke. Nova dirkača Luigi Musso in Alfonso de Portago sta se pridružila Castellottiju, ki pa se je smrtno ponesrečil med testiranjem. Portago je na dirki Mille Miglia ob nesreči zletel med gledalce in jih dvanajst ubil, za kar je bil Ferrari celo obtožen smrti iz malomarnosti.
V sezoni 1958 je bil prvič podeljen tudi konstruktorski naslov, ki ga je osvojil Vanwall. Carlo Chiti je izgradil povsem nov dirkalnik za Ferrari, Ferrari 246 Dino, ki je bil poimenovan po nedavno umrlim Enzovem sinu. Dirkači so bili Collins, Hawthorn in Musso. Toda Musso se je smrtno na Veliki nagradi Francije, Collins pa na Veliki nagradi Nemčije, edini preživeli iz začetne postave, Hawthorn, pa je osvojil naslov in se nato upokojil, toda le nekaj mesecev kasneje se je smrtno ponesrečil v prometni nesreči.
Zato je Ferrari za sezono 1959 zaposlil peterico novih dirkačev, ki so bili Tony Brooks, Jean Behra, Phil Hill, Dan Gurney in občasno še Cliff Allison. Toda v moštvu so se pojavljala trenja, saj je bil Behra odpuščen po fizičnem napadu na šefa moštva, Romola Tavonija. Brooks se je za naslov boril vse do konca sezoni, ko ga je za las izgubil proti Jacku Brabhamu s Cooperjem, ki je imel motor nameščen zadaj.

### Šestdeseta leta
Sezona 1960 se je izkazala za nekoliko boljšo kot lanska. Ferrari je obdržal Hilla, Allisona in Wolfganga von Tripsa, pridružil pa se jim je še Willy Mairesse. Ti štirje so dirkalni s starim Ferrarijem 246 F1, ki je imel motor še spredaj, med tem ko je Richie Ginther dirkal z novim dirkalnikom, ki je imel motor zadaj. Allison se je na testiranjih hudo poškodoval, moštvo pa ni doseglo niti ene zmage na dirkah Formule 1. Sta pa Paul Frere in Olivier Gendebien zmagala na prestižni dirki 24 ur Le Mansa.
V sezoni 1961 so bila uveljavljena nova prvavila, ki so kapaciteto motorja omejevali na 1500 cm³. Moštvo he zadržalo Hilla von Tripsa in Ginthera, dirkalo pa je z dirkalnikom Ferrari 156 F1, ki je bil zasnovan na njihovem uspešnem dirkalniku serije Formula 2 iz lanske sezone. Hill in Von Trips sta se potegovala za naslov, Giancarlo Baghetti se je pridružil moštvu sredi sezone in postal edini dirkač, ki je dobil svojo debitantsko dirko, namreč zmagal je na Veliki nagradi Francije. Ob koncu sezone na Veliki nagradi Italije se je von Trips smrtno ponesrečil v hudi nesreči, ki je ubila tudi dvanajst gledalcev. Hill je osvojil naslov prvaka, Ferrari pa je ponovno zmagal na dirki 24 ur Le Mansa z Olivierom Gendebienom in Philom Hillom.
Po koncu sezone 1961 sta glavni dizajner Carlo Chiti in šef ekipe Romolo Tavoni ustanovila novo moštvo ATS. Ferrari je na mesto šefa moštva postavil Eugenia Dragonija, na mesto dirkaškega direktorja pa Maura Forghierija.
Za sezono 1962 sta ostala Hill in Baghetti, moštvo pa sta se pridružila še Ricardo Rodriguez in Lorenzo Bandini. Še vedno so dirkali z lanskim dirkalnikom, med tem ko je Forghieri delal na novem. Ponovno je Ferrari zmagal na dirki 24 ur Le Mansa z isto zasedbo kot lani.
V sezoni 1963 so Bandini, John Surtees, Willy Mairesse in Ludovico Scarfiotti dirkali z manjšim in lažjim dirkalnikom Ferrari 156. Surtees je zmagal na Veliki nagradi Nemčije, na kateri se je Mairesse hudo ponesrečil in moral je končati kariero. Še četrtič zapored so zmagali na dirki 24 ur Le Mansa, tokrat sta zmago prinesla Bandini in Scarfiotti.
Nov dirkalnik Ferrari 158 F1 je bil na koncu sezone 1963 le končam in pripravljen za sezono 1964. Surteesu in Bandiniju se je pridružil mladi Pedro Rodriguez. Surtees je dobil dve dirki, Bandini pa eno. Čeprav je bil Ferrari počasnejši od Lotusa Jima Clarka, je bil mnogo bolj vzdržljiv, kar je prineslo Surteesu dirkaški naslov, Bandiniju pa četrto mesto v prvenstvu. Na zadnjih dveh dirkah v Severni Ameriki je Ferrari nastopal s privatnim moštvom NART zaradi protesta Enza proti italijanskim športnim oblastem. Jean Guichet in Nino Vaccarella sta prinesla Ferrariju še peto zmago zapored na dirki 24 ur Le Mansa.
Sezona 1965 je bila zadnja z 1.5 L motorji, tako da se je Ferrari odločil uporabiti obstoječe motorje V8 z novim Fiatom-12, ki je debitiral konec lanske sezone. Toda ni jim uspelo zmagati, saj je dominiral Clark v zdaj bolj zanesljivem Lotusu. Surtees in Bandini sta ostala dirkača, občasno pa so dirkali še Rodriguez, Vaccarella in Bob Bondurant. Jochen Rindt in Masten Gregory sta kot privatno moštvo Ferrarija NART zmagala na dirki 24 ur Le Mansa, kar je bila že šesta zmaga zapored.
V sezoni 1966 je imel dirkalnik Surteesov Ferrari 312 dve verziji, 3.0 L in 3.3L V12, ki so jo uporabljali že v športnih avtomobilih tipa Ferrari P. Bandini je dirkal z dirkalnikom Formule Tasman 2.4 L z motorjem 6V. Surtees je zmagal na Veliki nagradi Belgije, toda zaradi spora s šefom moštva ga je zamenjal Mike Parkes. Tudi Scarfiotti je zmagal na eni dirki in sicer na domači Veliki nagradi Italije.
V sezoni 1967 je moštvo odpustilo Dragonija, ki ga je nadomestil Franco Lini. Chris Amon in Bandini sta dirkala z nekoliko izboljšanim lanskoletnim dirkalnikom. Na Veliki nagradi Monaka je Bandini doživel hudo nesrečo in nekdaj dni kasneje je podlegel poškodbam. Mike Parkes se je moral po hudi nesreči na Veliki nagradi Belgije upokojiti, Scarfiotti pa je moral zaradi poškodb izpustiti več dirk.
Sezona 1968 je bila boljša. Jacky Ickx se je z zmago na Veliki nagradi Francije in več dobrimi uvrstitvami boril na naslov do nesreče na treningom pred Veliko nagrado Kanade, Amon pa po vodstvu na ve dirkah ni uspel zmagati. Ob koncu sezone je vodja moštva Franco Lini odstopil, Ickx pa je prestopil v Brabham. Poleti 1968 se je Ferrari dogovoril za prodjo proizvodnje cestnih avtomobilov Fiatu za 11 milijonov dolarjev. Posel je bil sklenjen v prvi polovici leta 1959, Ferrari pa je obdržal 50 % delež.
V sezoni 1969 je Enzo Ferrari s svežim kapitalom želel izboljšati rezultate moštva, ki je bilo zadnje sezone v krizi. Toda sezona je bila za Ferrari bolj prehodna, saj sta Pedro Rodriguez in Amon dirkala s starejšimi dirkalniki. Amon je po koncu sezone zapustil ekipo.

### Sedemdeseta leta
V sezoni 1970 se je Jacky Ickx vrnil k Ferrariju in zmagal na Velikih nagradah Avstrije, Kanade in Mehike ter osvojil drugo mesto v prvenstvu.
Sedemdeseta leta so bila zadnja, ko se je Ferrari še ukvarjal z dirkanjem športnih dirkalnikov. Po poraznih rezultatih v sezoni 1973 se je Enzo Ferrari odločil zaustaviti ves razvoj športnih dirkalnikov in prototipov GT, čeprav je Enzo načrtoval tudi umik iz Formule 1 tisti leto, ki je bilo zadnje leto uradne dirke Targa Florio, ki je bila zanj najpomembnejša.
Po treh slabih sezonah 1971, 1972 in 1973, je Ferrari pred sezono 1974 pridobil Nikija Laudo, ki je z lahkoto osvojil naslov v naslednji sezoni 1975 s Ferrarijem 312T. Tudi v sezoni 1976 je bil Lauda na dobri poti do naslova vse do hude nesreče na Veliki nagradi Nemčije. Carlos Reutemann je zamenjal hudo opečenega Avstrijca, tako da so na Veliki nagradi Italije ob drugem vozniku Clayu Regazzoniju nepričakovano prijaviti tri dirkače, saj se je Lauda le šest tednov po nesreči presenetljivo že vrnil. Lauda je dobro zbiral točke, toda le po nekaj krogih zadnje dirke za Velike nagrade Japonske zaradi prehudega dežja parkiral v boksih in se umaknil z dirke, s tem pa je naslov poklonil Jamesu Huntu. Kljub dirkaškem naslovu Laude in konstruktorskem naslovu Ferrarija v naslednji sezoni 1977, je moral zaradi ohladitve odnosov s šefom Enzom Ferrarijem, ki jih je povzročil predvsem umik z zadnje dirke sezono prej, Avstrijec moral zapustiti moštvo.
V sezoni 1978 sta Ferrari zastopala Carlos Reutemann in Gilles Villeneuve. Jody Scheckter je v naslednji sezoni 1979 zamenjal Argentinca in osvojil naslov prvaka, tik pred Villeneuvom, tako da je Ferrari zanesljivo osvojil tudi konstruktorski naslov.

### Osemdeseta leta
Po tem ko je v sezoni 1982 moštvo končno spet imelo konkurenčen dirkalnik in dva hitra dirkača, se je prvi dirkač in Enzov favorit, Gilles Villeneuve, smrtno ponesrečil na kvalifikacijah pred Veliko nagrado Belgije, drugi dirkač Didier Pironi pa je moral zaradi hude poškodbe na Veliki nagradi Nemčije 1982 končati kariero. Kljub vsemu je Ferrari po dveh letih spet osvojil konstruktorski naslov, ki ga je s tremi zmagi Renéja Arnouxa in eno Michela Alboreta v naslednji sezoni 1983 uspela ubraniti.
Leta 1982 se je del moštvene tovarne preselil iz originalne tovarne v Maranellu v novo tovarno, tudi v Maranellu, toda tik ob stezi Fiorano - Ferrarijevi testni stezi.
V sezoni 1984 sta Arnoux in Michele Alboreto, ki je osvojil edino Ferrarijevo zmago sezone na dirki za Veliko nagrado San Marina, prinesla Ferrariju drugo mesto v konstruktorskem prvenstvu. Arnouxa je po prvi dirki sezone 1985 nepričakovano zamenjal Stefan Johansson, Alboreto se je izkazal z dvema zmagama in Ferrari je ponovno postal konstruktorski podprvak.
14. avgusta 1988 je v starosti 90 let umrl Enzo Ferrari. Fiatov delež v Ferrariju se je povečal na 90 %. Teden dni po Enzovi smrti sta Gerhard Berger in Michele Alboreto osvojila čudežno dvojno zmago na dirki za Veliko nagrado Italije, ki je bila edina dirka tiste sezone, ki jo ni dobilo moštvo McLaren.

### Devetdeseta leta
Devetdeseta so se za Ferrari začela sila obetavno, saj je bil Alain Prost s petimi zmagami v boju na naslov prvaka vse do zanje dirke, kontroverzne Velike nagrade Japonske, kjer ga je Ayrton Senna odnesel s steze in si tem zagotovil naslov. Toda nato se je začel velik padec in v sezonah 1991, 1992 in 1993 niso dosegli niti ene zmage, Prost pa je moral zapustiti Ferrari, potem ko je dirkalnik imenoval »Traktor«. Gerhard Berger in Jean Alesi sta moštvu prinesla le nekaj veselja s po eno zmago v sezonah 1994 in 1995. Eden od razlogov za polom je vilo dejstvo, da Ferrarijev slavni motor V12 ni bil več konkurenčen majhnim, lahkim in manj požrešnim motorjem V10, ki jih je uporabljala konkurenca.
Pred sezono 1996 je Ferrari naredil neobičajno potezo in zaposlil dvakratnega prvaka Michaela Schumacherja za astronomsko vsoto 30 milijonov dolarjev letne plače. Schumacher je s seboj iz Benettona pripeljal še Rossa Brawna, tehničnega direktorja, in Roryja Byrna, glavnega dizajnerja. Skupaj z vodjo moštva, Jeanom Todtom, je četverica popolnima prenovila Scuderio. Berger in Alesi sta se kot zamenjava pridružila Benettonu, tradicionalni motor V12 pa je bil zamenjan z modernejšim V10, tudi ker so pravila zmanjšala dovoljeno kapaciteto motorja s 3500 cm³ na 3000 cm³. Najeli so tudi Eddieja Irvina iz Jordana.
Kljub temu, da so velike spremembe prinesle zelo nezanesljiv dirkalnik, je Schumacher uspel doseči tri zmage v sezoni 1996, nato pa se je v sezoni 1997 z Jacquesom Villeneuvom v boljšem Williamsu celo do zadnje dirke boril za naslov prvaka. Toda Schumacher je bil po zadnji dirki diskvalificiran iz prvenstva zaradi namernega trčenja v Villeneuva, ki ga je poskušal prehiteti na odločilni dirki za Veliko nagrado Evrope. Sezona 1998 je bila tudi uspešna za Ferrari, saj se je Schumacher spet boril za naslov prvaka, tokrat z Miko Häkkinenom. Toda zopet je izgubil naslov na zadnji dirki, tokrat zaradi tehnične okvare na Veliki nagradi Japonske. Velika nagrada Belgije tisto sezono je v močnem dežju prinesla več dramatičnih trčenj, tudi med Schumacherjem in Davidom Coulthardom, ko ga je Nemec poskušal prehiteti za krog.
Irvine je bil prisiljen igrati vlogo drugega dirkača in Schumacherju v boju za naslov prvaka prepustiti mesto v sicer zelo redkih primerih, ko je bil pred njim. Toda večkratni zlom noge Schumacherja je v sezoni 1999 obrnil vloge. Izgledalo je, da je Ferrari po treh zmagah na prvih štirih dirkah na poti do naslova. Ferrari je sicer osvojil konstruktorski naslov, toda močno trčenje na  Veliki nagradi Velike Britanije je Nemca prisilila, da je izpustil šest dirk, zamenjal ga je Mika Salo. S tem je postal Ferrarijev prvi up za naslov Eddie Irvine, ki se je za naslov boril vse do zadnje dirke za Veliko nagrado Japonske, na kateri pa je bil Irec daleč od uspeha.

### 2000-danes
V sezoni 2000 se je Schumacher za naslov boril z McLarnovim dirkačem, Miko Häkkinenom. Po tesni bitki je s sanjskim zaključkom in zmagami na zadnjih štirih dirkah sezone, skupno pa devetimi na sedemnajstih dirkah, osvojil naslov prvaka z dirkalnikom Ferrari F1-2000. To je bil prvi dirkaški naslov za Ferrari pa kar 21 letih, ko je v sezoni 1979 prvak postal Jody Scheckter. Moštveni kolega, Rubens Barrichello, je z zmago na dirki za Veliko nagrado Nemčije tudi pripomogel h konstruktorskem naslovu.
V sezoni 2001 je Schumacher osvojil naslov štiri dirke pred koncem prvenstva z devetimi zmagami. Moštveni kolega Barrichello je končal kot tretji v prvenstvu kar je pomenilo tretji zaporedni konstruktorski naslov za Ferrari. 
V sezoni 2002 sta Schumacher in Ferrari dominirala v Formuli 1, saj je Ferrari zmagal kar na 15-tih dirkah od 17-tih, od tega Schumacher na enajstih, Barrichello pa na štirih. Tistega leta je potekala tudi kontroverzna dirka za Veliko nagrado Avstrije, kjer je moral Barrichello prepustiti Schumacherju zmago, toda to je storil na zelo očiten način le nekaj deset metrov pred ciljno črto v zadnjem krogu. Schumacher je na podelitvi pokalov po dirki porinil Barrichella na najvišjo stopničko, zaradi česar je FIA Ferrari kaznovala s kaznijo 1 milijon dolarjev. Ta dogodek je tudi sprožil prepoved ukazov iz boksov. Schumacher je s svojim petim naslovim izenačil dosežek Juana Manuela Fangia iz petdesetih let.
V sezoni 2003 je bila Ferrarijeva dominacija prekinjena že na prvi dirki za Veliko nagrado Avstralije, ko prvič po treh letih na stopničkah ni bilo dirkača Ferrarija. McLaren je vzpostavil vodstvo na začetku sezone, toda do Velike nagrade Kanade se je Ferrari približal. Toda naslednji dve dirki sta dobila dirkača Williamsa, toda Juan Pablo Montoya si je s kaznijo zaradi namernega trčenja možnosti za naslov zapravil na predzanji dirki za Veliko nagrado ZDA, tako da sta bila pred zadnji dirko za Veliko nagrado Japonske v igri še Kimi Räikkönen in Schumacher, ki je z osmim mesto le obranil dve točki prednosti in osvojil svoj šesti naslov prvaka s čimer je prehitel Fangia.
V sezoni 2004 se je vrnila Ferrarijeva dominanca. Schumacher in Barrichello sta osvojila prvi dve mesti v prvenstvu, Schumacher s sedmim naslovom prvaka, tako da je Ferrari z lahkoto osvojil svoj šesti zaporedni konstruktorski naslov. Schumacher je dobil 31 dirk od 18-tih, 12 od prvih 13-ih, oboje sta rekorda. Barrichello pa je dobil še dve dirki.
Ponovna dominacija prejšnjo sezono je v sezoni 2005 povzročila obsežne spremembe pravil, tudi prepoved menjave pnevmatik na dirkah, kar je močno zmanjšalo konkurenčnost vseh Bridgestonih moštev. Sezona je za Ferrari, ki je bil v zadnjih letih navajen nizanja zmag, potekala porazno. Schumacher bi prišel blizu zmagi le na Veliki nagradi San Marina, kjer je iz 13. štartnega mesta končal le dve desetinki za Fernandom Alonsom, če ne bi bilo hudega spodrslaja drugega opremljevalca s pnevmatikami, Michelina, ki je na Veliko nagrado ZDA pripeljal nevarne pnevmatike, tako da njihovi dirkači zaradi varnosti sploh niso dirkali. V konkurenci med Jordani in Minardiji je Scumacher dosegel edino zmago za Ferrari v sezoni.
Pred sezono 2006 se je ponovno vrnila menjava pnevmatik na dirki, Barichella pa je zamenjal rojak Felipe Massa. Kljub temu je lanski prvak Alonso izkoristil premoč Renaulta v prvi polovici sezone in si nabral že 25 točk prednosti pred Schumacherjem. Toda nato sta se Schuamcher in predvsem Ferrari prebudila in zabeležila tri zaporedne zmage na Velikih nagradah ZDA, Francije in Nemčije. Na Veliki nagradi Madžarske so Schumacherja zaostabile nekonkurenčne Bridgestonove dežne pnevmatike, na Veliki nagradi Turčije pa mu je taktiko porušil varnostni avto, ki je zmago prinesel Massi. Toda nato sta sledili še dve zaporedni zmagi na Velikih nagradah Italije, kjer je Schumacher napovedal upokojitev po koncu sezone, in Kitajske in Schumacher je prešel v vodstvo v prvestvu dirkačev, Ferrari pa v prvesntvu konstruktorjev. Toda nato je Schumacher po vodstvu v zadnjem delu Velike nagrade Japonske razneslo motor, tako da je na zadnjo dirki za Veliko nagrado Brazilije potoval le še s teoretičnimi možnostmi za naslov, tam pa je kljub odličnem dirkanju po okvari v kvalifikacijah in počeni pnevmatiki med dirko dosegel četrto mesto. Zmagal pa je Massa in postal prvi Brazilec, ki mu je uspelo zmagati doma po Ayrtonu Senni v sezoni 1993.
Sezono 2007 je Ferrari začel z novim dirkačem Kimijem Räikkönenom, ki je zamenjal upokojenega Michaela Schumacherja, in zablestel že na prvi dirki za Veliko nagrado Avstralije z zmago. P slabšem začetku je Felipe Massa dosegel dve zaporedni zmagi na dirkah za Veliko nagrado Bahrajna in Malezije. Toda v drugem delu sezone je bil uspešnejši Räikkönen, ki na zadnjih desetih dirkah sezone le enkrat le enkrat ni osvojil stopničk, dosegel pa je tudi pet zmag. Dve dirki pred koncem je bil Räikkönen v navidez zgubljenem položaju, saj je zaostajal sedemnajst točk za vodilnim Lewisom Hamiltonom, toda dve zaporedni zmagi in pomoč Masse sta bili ob nekoliko slabših predstavah McLarnovih dirkačev dovolj za naslov prvaka v svoji prvi sezono v McLarnu z le točko prednosti pred dirkačema svojega nekdanjegam moštva, Alonsom in Hamiltonom. Ferrari je osvojil tudi konstruktorski naslov z devetimi zmagami in še trinajstimi uvrstitvami na stopničke, največji tekmec McLaren je bil zaradi vohunjenja sicer diskvalificiran iz konstruktorskega prvenstva, toda to ni odločilo, saj bi Ferrari pred McLarnom z le točko prednosti zmagal tudi v tem prvenstvu.
V sezoni 2008 aktualni prvak Räikkönen z dvema zmagama ni izpolnil visokih pričakovanj, Massa pa se je z McLarnovim dirkačem Hamiltonom prav do zadnje dirke boril za naslov prvaka. Uspelo mu je zmagati šestkrat, enkrat več kot Hamiltonu, odločitev o naslovu prvaka je padla prav na zadnji dirki sezone za Veliko nagrado Brazilije, ko je Massa kljub zmagi izgubil boj za naslov prvaka proti Hamiltonu za eno točko, Ferrari pa je ubranil konstruktorski naslov. Boj do zadnje dirke pa je pustil posledice na razvoju dirkalnika Ferrari F60 za sezono 2009, za katero so bila močno spremenjena tehnična pravila. Saj sta dirkača prvo uvrstitev med dobitnike točk sta dosegla šele na četrti dirke sezone, do polovice sezone pa sta kot najboljši rezultat osvojila le eno uvrstitev na stopničke, sezono pa je moštvo končalo z le eno zmago na četrtem mestu v konstruktorskem prvenstvu.
Pred sezono 2010 je v moštvo prestopil Fernando Alonso, kar pa moštvu ni prineslo željnega uspeha z naslovom prvaka, saj je Alonso kar trikrat v štirih sezonah do 2013 osvojil drugo mesto v prvenstvu za Sebastianom Vettlom, dvakrat je odločitev padla na zadnji dirki sezone. Tudi v konstruktorskem prvenstvu je moštvo osvojilo eno drugo in tri tretja mesta, vselej je prvak postal Red Bull.

## Sponzorstvo
Marlboro je sponzor Ferrarija že od sezone 1985, glavni sponzor pa od sezone 1997 (pred tem je sponzoriral McLaren).
Septembra 2005 je Ferrari najavil podaljšanje pogodbe s Marlborom do leta 2011. To se je zgodilo v času, ko je sponzoriranje tobaka v Evropski uniji nedovoljeno in so druge ekipe zgubljale tobačne sponzorje (na primer McLaren po osmih letih West). Revija F1 Racing misli da samo netobačni sponzorji za šport niso prednost. Revija ocenjuje, da bo Ferrari z omenjenim poslom zaslužil milijardo dolarjev. 
Od prizorišča dirke in državnih zakonov je odsvisni, ali bo na dirkalniku le prepoznavni Marlborov barveni vzorec, kar uporavljalo na večini dirk, ali napis. V zameno za povečavo sponzorskih sredstev Marlboro pričakuje povečan prostor na dirkalniku (tudi zaradi umika sponzorja Vodafone).

## Rekordi
Ferrari v Formuli 1 dosega neponovljive dosežke. Ferrari in Ferrarijevi dirkači so osemkrat zmagali na dirki Mille Miglia, sedemkrat na Targa Florio in devetkrat na 24 ur Le Mansa. V Formuli 1 drži Ferrari s koncem sezone 2013 večino pomembnejših rekordov, tudi:
- Največ konstruktorskih naslovov: 16
- Največ dirkaških naslovov: 15
- Največ odpeljanih dirk: 868
- Največ zmag: 221
- Največ zmag v sezoni: 15 (sorekorder z McLarnom)
- Največ stopničk: 676
- Največ stopničk v sezoni: 29
- Največ zaporednih stopničk: 53
- Največ najboljši štartnih položajev: 207
- Največ točk: 6499,27
- Največji odstotek zmag: 25,7 % (za moštva z vsaj 10 zmagami)

V sezoni 2004 je Ferrari prehitel tovarno Ford, kot najuspešnejši proizvajalec motorjev z 182 zmagami (Ford jih ima 176). Zaradi možnosti nabave motorja Cosworth V8 privatnim moštvom, je s Fordovimi motorji na dirkah od sezone 1967 nastopilo 6,639 dirkalnikov, med tem ko le 1,979 s Ferrarijevemi.

## Dosežki zadnjih sezon
(legenda) (odebeljene dirke pomenijo najboljši štartni položaj, poševne najhitrejši krog, ‡ - uvrščen, kljub odstopu)
| Leto | Šasija      | Motor            | Gume | Dirkači          | 1   | 2   | 3   | 4   | 5   | 6   | 7   | 8   | 9   | 10  | 11  | 12  | 13  | 14  | 15  | 16  | 17  | 18  | 19  | 20  | 21  | Toč | Prv |
| ---- | ----------- | ---------------- | ---- | ---------------- | --- | --- | --- | --- | --- | --- | --- | --- | --- | --- | --- | --- | --- | --- | --- | --- | --- | --- | --- | --- | --- | --- | --- |
| 2011 | 150° Italia | 056 2.4 V8       | P    |                  | AVS | MAL | KIT | TUR | ŠPA | MON | KAN | EU  | VB  | NEM | MAD | BEL | ITA | SIN | JAP | KOR | IND | ABU | BRA |     |     | 375 | 3.  |
| 2011 | 150° Italia | 056 2.4 V8       | P    | Fernando Alonso  | 4   | 6   | 7   | 3   | 5   | 2   | Ret | 2   | 1   | 2   | 3   | 4   | 3   | 4   | 2   | 5   | 3   | 2   | 4   |     |     | 375 | 3.  |
| 2011 | 150° Italia | 056 2.4 V8       | P    | Felipe Massa     | 7   | 5   | 6   | 11  | Ret | Ret | 6   | 5   | 5   | 5   | 6   | 8   | 6   | 9   | 7   | 6   | Ret | 5   | 5   |     |     | 375 | 3.  |
| 2012 | F2012       | 056 2.4 V8       | P    |                  | AVS | MAL | KIT | BAH | ŠPA | MON | KAN | EU  | VB  | NEM | MAD | BEL | ITA | SIN | JAP | KOR | IND | ABU | ZDA | BRA |     | 400 | 2.  |
| 2012 | F2012       | 056 2.4 V8       | P    | Fernando Alonso  | 5   | 1   | 9   | 7   | 2   | 3   | 5   | 1   | 2   | 1   | 5   | Ret | 3   | 3   | Ret | 3   | 2   | 2   | 3   | 2   |     | 400 | 2.  |
| 2012 | F2012       | 056 2.4 V8       | P    | Felipe Massa     | Ret | 15  | 13  | 9   | 15  | 6   | 10  | 16  | 4   | 12  | 9   | 5   | 4   | 8   | 2   | 4   | 6   | 7   | 4   | 3   |     | 400 | 2.  |
| 2013 | F138        | 056 2.4 V8       | P    |                  | AVS | MAL | KIT | BAH | ŠPA | MON | KAN | VB  | NEM | MAD | BEL | ITA | SIN | KOR | JAP | IND | ABU | ZDA | BRA |     |     | 354 | 3.  |
| 2013 | F138        | 056 2.4 V8       | P    | Fernando Alonso  | 2   | Ret | 1   | 8   | 1   | 7   | 2   | 3   | 4   | 5   | 2   | 2   | 2   | 6   | 4   | 11  | 5   | 5   | 3   |     |     | 354 | 3.  |
| 2013 | F138        | 056 2.4 V8       | P    | Felipe Massa     | 4   | 5   | 6   | 15  | 3   | Ret | 8   | 6   | Ret | 8   | 7   | 4   | 6   | 9   | 10  | 4   | 8   | 12  | 7   |     |     | 354 | 3.  |
| 2014 | F14 T       | 059/3 1.6 V6 t   | P    |                  | AVS | MAL | BAH | KIT | ŠPA | MON | KAN | AVT | VB  | NEM | MAD | BEL | ITA | SIN | JAP | RUS | ZDA | BRA | ABU |     |     | 216 | 4.  |
| 2014 | F14 T       | 059/3 1.6 V6 t   | P    | Kimi Räikkönen   | 7   | 12  | 10  | 8   | 7   | 12  | 10  | 10  | Ret | 11  | 6   | 4   | 9   | 8   | 12  | 9   | 13  | 7   | 10  |     |     | 216 | 4.  |
| 2014 | F14 T       | 059/3 1.6 V6 t   | P    | Fernando Alonso  | 4   | 4   | 9   | 3   | 6   | 4   | 6   | 5   | 6   | 5   | 2   | 7   | Ret | 4   | Ret | 6   | 6   | 6   | 9   |     |     | 216 | 4.  |
| 2015 | SF15-T      | 060 1.6 V6 t     | P    |                  | AVS | MAL | KIT | BAH | ŠPA | MON | KAN | AVT | VB  | MAD | BEL | ITA | SIN | JAP | RUS | ZDA | MEH | BRA | ABU |     |     | 428 | 2.  |
| 2015 | SF15-T      | 060 1.6 V6 t     | P    | Sebastian Vettel | 3   | 1   | 3   | 5   | 3   | 2   | 5   | 4   | 3   | 1   | 12† | 2   | 1   | 3   | 2   | 3   | Ret | 3   | 4   |     |     | 428 | 2.  |
| 2015 | SF15-T      | 060 1.6 V6 t     | P    | Kimi Räikkönen   | Ret | 4   | 4   | 2   | 5   | 6   | 4   | Ret | 8   | Ret | 7   | 5   | 3   | 4   | 8   | Ret | Ret | 4   | 3   |     |     | 428 | 2.  |
| 2016 | SF16-H      | 061 1.6 V6 t     | P    |                  | AVS | BAH | KIT | RUS | ŠPA | MON | KAN | EU  | AVT | VB  | MAD | NEM | BEL | ITA | SIN | MAL | JAP | ZDA | MEH | BRA | ABU | 398 | 3.  |
| 2016 | SF16-H      | 061 1.6 V6 t     | P    | Sebastian Vettel | 3   | DNS | 2   | Ret | 3   | 4   | 2   | 2   | Ret | 9   | 4   | 5   | 6   | 3   | 5   | Ret | 4   | 4   | 5   | 5   | 3   | 398 | 3.  |
| 2016 | SF16-H      | 061 1.6 V6 t     | P    | Kimi Räikkönen   | Ret | 2   | 5   | 3   | 2   | Ret | 6   | 4   | 3   | 5   | 6   | 6   | 9   | 4   | 4   | 4   | 5   | Ret | 6   | Ret | 6   | 398 | 3.  |
| 2017 | SF70H       | 062 1.6 V6 t     | P    |                  | AVS | KIT | BAH | RUS | ŠPA | MON | KAN | AZE | AVT | VB  | MAD | BEL | ITA | SIN | MAL | JAP | ZDA | MEH | BRA | ABU |     | 522 | 2.  |
| 2017 | SF70H       | 062 1.6 V6 t     | P    | Sebastian Vettel | 1   | 2   | 1   | 2   | 2   | 1   | 4   | 4   | 2   | 7   | 1   | 2   | 3   | Ret | 4   | Ret | 2   | 4   | 1   | 3   |     | 522 | 2.  |
| 2017 | SF70H       | 062 1.6 V6 t     | P    | Kimi Räikkönen   | 4   | 5   | 4   | 3   | Ret | 2   | 7   | 14† | 5   | 3   | 2   | 4   | 5   | Ret | DNS | 5   | 3   | 3   | 3   | 4   |     | 522 | 2.  |
| 2018 | SF71H       | 062 EVO 1.6 V6 t | P    |                  | AVS | BAH | KIT | AZE | ŠPA | MON | KAN | FRA | AVT | VB  | NEM | MAD | BEL | ITA | SIN | RUS | JAP | ZDA | MEH | BRA | ABU | 571 | 2.  |
| 2018 | SF71H       | 062 EVO 1.6 V6 t | P    | Sebastian Vettel | 1   | 1   | 8   | 4   | 4   | 2   | 1   | 5   | 3   | 1   | Ret | 2   | 1   | 4   | 3   | 3   | 6   | 4   | 2   | 6   | 2   | 571 | 2.  |
| 2018 | SF71H       | 062 EVO 1.6 V6 t | P    | Kimi Räikkönen   | 3   | Ret | 3   | 2   | Ret | 4   | 6   | 3   | 2   | 3   | 3   | 3   | Ret | 2   | 5   | 4   | 5   | 1   | 3   | 3   | Ret | 571 | 2.  |
| 2019 | SF90        | 064 1.6 V6 t     | P    |                  | AVS | BAH | KIT | AZE | ŠPA | MON | KAN | FRA | AVT | VB  | NEM | MAD | BEL | ITA | SIN | RUS | JAP | MEH | ZDA | BRA | ABU | 504 | 2.  |
| 2019 | SF90        | 064 1.6 V6 t     | P    | Sebastian Vettel | 4   | 5   | 3   | 3   | 4   | 2   | 2   | 5   | 4   | 16  | 2   | 3   | 4   | 13  | 1   | Ret | 2   | 2   | Ret | 17† | 5   | 504 | 2.  |
| 2019 | SF90        | 064 1.6 V6 t     | P    | Charles Leclerc  | 5   | 3   | 5   | 5   | 5   | Ret | 3   | 3   | 2   | 3   | Ret | 4   | 1   | 1   | 2   | 3   | 6   | 4   | 4   | 18† | 3   | 504 | 2.  |

## Bivši Ferrarijevi dirkači

### 1928-1949 (dirkači z vsaj eno zmago)
- Tazio Nuvolari
- Mario Tadini
- Antonio Brivio
- Eugenio Siena
- Piero Taruffi
- Guy Moll
- Achille Varzi
- Louis Chiron
- Carlo Felice Trossi
- Francesco Severi
- Franco Cortese
- Gianfranco Comotti
- Carlo Pintacuda
- René Dreyfus
- Raymond Sommer
- Giuseppe Farina
- Luigi Villoresi
- Alberto Ascari

### Svetovno prvenstvo Formule 1
- Alberto Ascari (1950-1953)
- Luigi Villoresi (1950-1953)
- José Froilán González (1951, 1954-1955, 1957, 1960)
- Nino Farina (1952-1955)
- Mike Hawthorn (1953-1954, 1957-1958)
- Juan Manuel Fangio (1956)
- Alfonso de Portago (1956, 1957)
- Peter Collins (1956-1958)
- Luigi Musso (1956-1958)
- Wolfgang von Trips (1957-1958, 1960-1961)
- Richie Ginther (1960-1961)
- Phil Hill (1961-1962)
- Ricardo Rodríguez (1961-1962)
- Pedro Rodríguez (1961-1962)
- Lorenzo Bandini (1962, 1964-1967)
- Jonathan Williams (1967)
- Chris Amon (1967-1969)
- Derek Bell (1968-1969)
- Jacky Ickx (1968, 1970-1973)
- Ignazio Giunti (1970-1971)
- Clay Regazzoni (1970-1971, 1974-1976)
- Mario Andretti (1971-1972)
- Niki Lauda (1974-1977)
- Carlos Reutemann (1977-1978)
- Gilles Villeneuve (1978-1982)
- Jody Scheckter (1979-1980)
- Didier Pironi (1981-1982)
- René Arnoux (1983-1985)
- Michele Alboreto (1984-1988)
- Stefan Johansson (1985-1986)
- Nigel Mansell (1989-1990)
- Alain Prost (1990-1991)
- Jean Alesi (1991-1996)
- Ivan Capelli (1992)
- Nicola Larini (1992,1994)
- Gerhard Berger (1993-1996)
- Michael Schumacher (1996-2006)
- Eddie Irvine (1996-1999)
- Mika Salo (1999)
- Rubens Barrichello (2000-2005)
- Felipe Massa (2006-2013)
- Kimi Räikkönen (2007-2009, 2014-2018)
- Fernando Alonso (2010-2014)
- Sebastian Vettel (2015-2020)
- Charles Leclerc (2019-danes)
- Carlos Sainz jr. (2021-danes)